# Chunyu Kun
Chunyu Kun (chinesisch 淳于髡, Pinyin Chúnyú Kūn, W.-G. Ch’un-yü K’un) war ein chinesischer Philosoph aus der Zeit der Streitenden Reiche. Er war Mitglied der Jixia-Akademie (chinesisch 稷下學宮, Pinyin Jìxià xúegōng) im alten Staat Qi, dem geistigen Zentrum der damaligen chinesischen Welt.